# صفية آل نصر الله
صفية بنت عبد النبي آل نصر الله (1407-1363هـ 1987-1944م) شاعرة عربية عراقية.

## تعليمها
عاشت في العراق. تلقت دراستها الابتدائية في مدينة البصرة، وأتمت دراستها المتوسطة والإعدادية في مدن: البصرة والمسيب والنجف، ثم التحقت بقسم اللغة العربية في كلية البنات بجامعة بغداد، وتخرجت فيها عام 1969. عملت مدرسة للغة العربية في عدد من المدارس الثانوية في العراق.

## شعرها
شعرها رحلة شاقة، وشائقة للبحث عن الحب، والسعي إلى الطمأنينة، والحلم بالانعتاق والخلاص لإنسان هذا الزمان، يساورها حزن شفيف يكشف عن عذابات نفس، ولها شعر في التذكر والحنين، وكتبت في الرثاء خاصة ما كان منها في رثاء أمها وأبيها، إلى جانب شعر لها في المناسبات، ولها شعر تعبر فيه عن شوقها لزيارة الأماكن المقدسة، وكتبت في التضرع إلى الله تعالى. كتبت الشعر باتجاهيه: التقليدي الذي يلتزم الوزن والقافية، والجديد الذي يلتزم نظام التفعيلة إطارًا للبناء، تتسم لغتها بالتدفق واليسر، مع ميلها - أحيانًا - إلى استثمار الرمز، وخيالها نشيط. لها ديوان عنوانه «في معبد الذكرى» - مكتب بابل - بغداد - 1969.

### غدًا اللقاء
لها قصيدة في فلسطين، تقول:

### إلى بيت الله الحرام
ولها قصيدة أخرى مطلعها:

### رسالة
كما أن لها رسالة نثرية لأمها، وهذا مقتطف منها:
| صفية آل نصر الله | ومرَّ العامُ يا أمي وفي الأعماقِ ذكراهُ وكلُّ الناسِ تنساهُ ولكنْ؟ كيف أنساهُ؟ أخافَ الدهرَ يا أمي | صفية آل نصر الله |